# Ruta Estatal de Arizona 95
La Ruta Estatal de Arizona 95, y abreviada SR 95 (en inglés: Arizona State Route 95) es una carretera estatal estadounidense ubicada en el estado de Arizona. La carretera inicia en el Sur desde la I 10  , US 95   en Quartzsite hacia el Norte en la SR 163     en Bullhead City. La carretera tiene una longitud de 187,4 km (116.46 mi).
Existe un pequeño ramal, la SR 95 SPUR en Parker conectándose con la Ruta Estatal de California 62, señalizada como State Route 95 Truck. Otro ramal existe en la Represa Parker, y está señalizada como tal desde la línea principal, pero no está señalizada en el ramal mismo. En Lake Havasu City, la SR 95 también se conecta con el Puente de London.

## Mantenimiento
Al igual que las autopistas interestatales, y las rutas federales y el resto de carreteras estatales, la Ruta Estatal de Arizona 95 es administrada y mantenida por el Departamento de Transporte de Arizona por sus siglas en inglés ADOT.

## Cruces
La Ruta Estatal de Arizona 95 es atravesada principalmente por la  I 40 .